# Alexander Macfarlane
Alexander Macfarlane (Blairgowrie, 21 aprile 1851 – Chatham, 28 agosto 1913) è stato un matematico scozzese.
Lettore di matematica all'università Leigh in Pennsylvania dal 1895, fu grande esponente della logica matematica di George Boole e studioso di storia della matematica.